# 前454年
| 千纪： | 前1千纪 |
| 世纪： | 前6世纪 \| 前5世纪 \| 前4世纪 |
| 年代： | 前480年代 \| 前470年代 \| 前460年代 \| 前450年代 \| 前440年代 \| 前430年代 \| 前420年代                                                                                                 |
| 年份： | 前459年 \| 前458年 \| 前457年 \| 前456年 \| 前455年 \| 前454年 \| 前453年 \| 前452年 \| 前451年 \| 前450年 \| 前449年                                                                   |
| 纪年： | 周貞定王十五年 魯悼公十四年 齊宣公二年 晉出公二十一年 趙襄子二十二年 秦厉共公二十三年 楚惠王三十五年 宋昭公十五年 衛敬公十一年 蔡元侯三年 鄭共公元年 燕成公元年 越王不壽四年 杞出公七年 |

## 大事記
- 羅馬共和國成立一個由貴族和平民構成的十人委員會。
- 晉國大夫知襄子、韓康子、魏桓子，三家聯軍圍攻趙襄子的晉陽，引汾水灌城，僅三板之差，未能淹沒。

## 逝世
- 亚历山大一世，古希腊马其顿国王